# San Francisco Giants
San Francisco Giants – drużyna baseballowa grająca w zachodniej dywizji National League, ma siedzibę w San Francisco w stanie Kalifornia. Ośmiokrotny zwycięzca w World Series.

## Historia

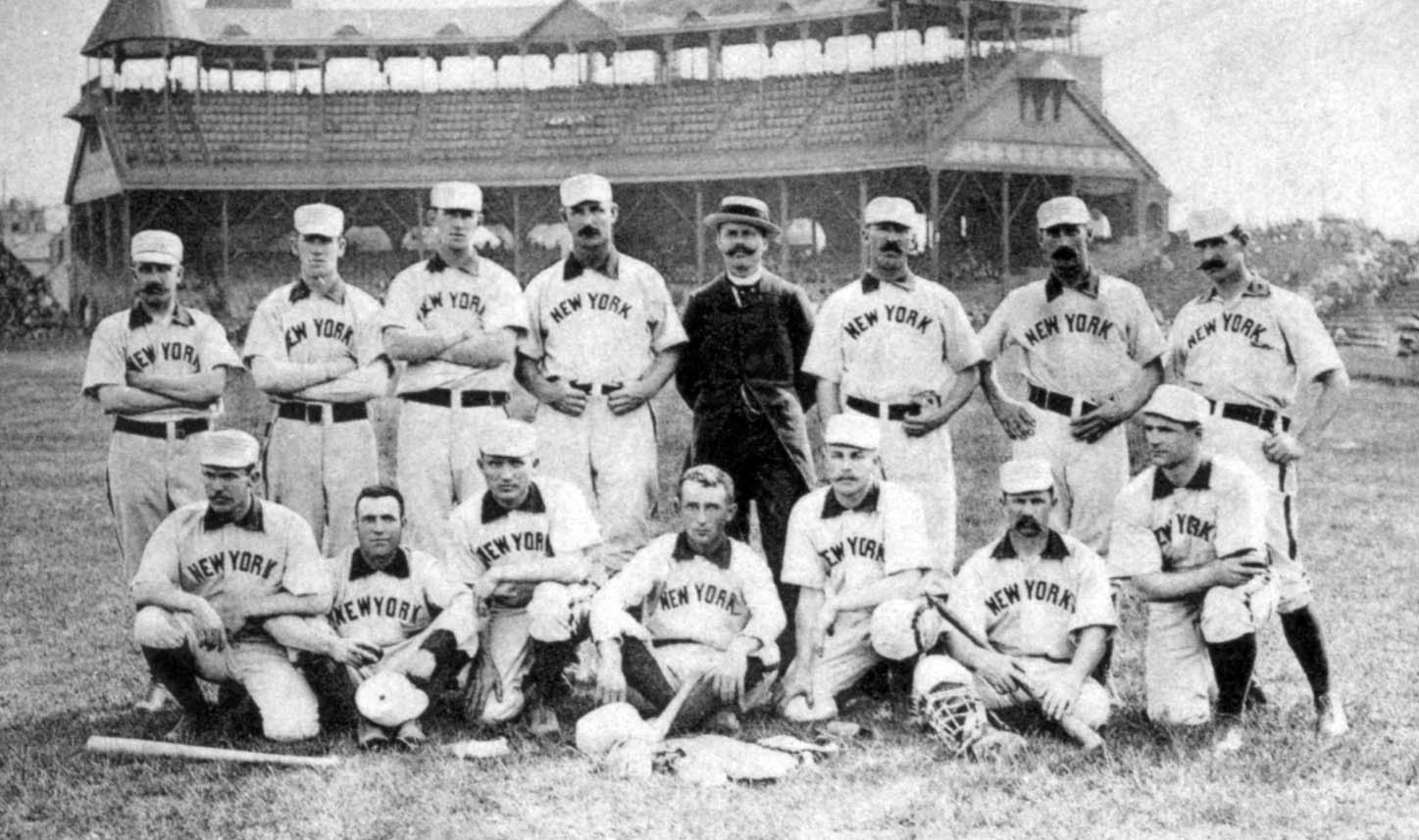
New York Giants w 1888 roku.

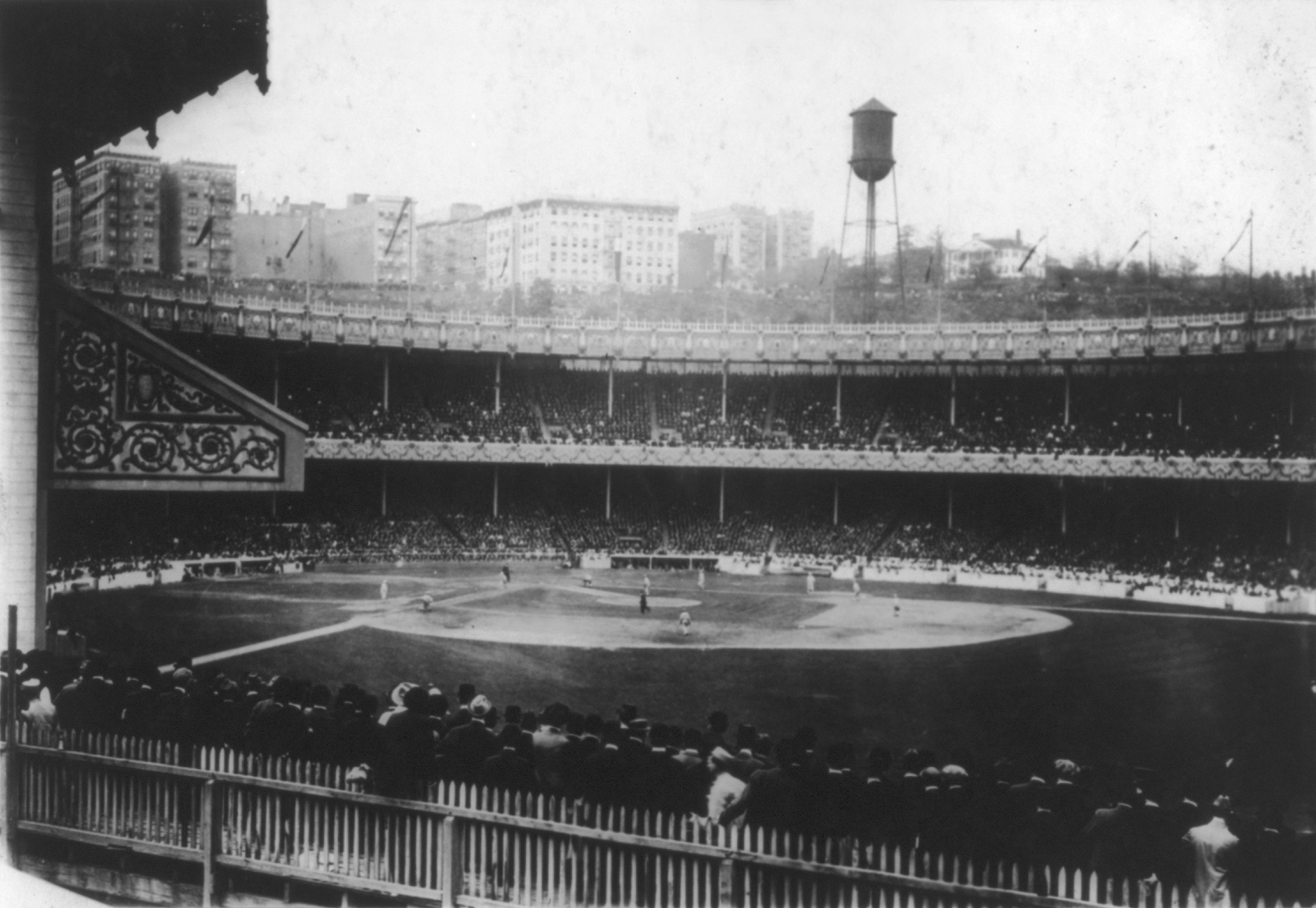
Polo Grounds w 1913 roku.

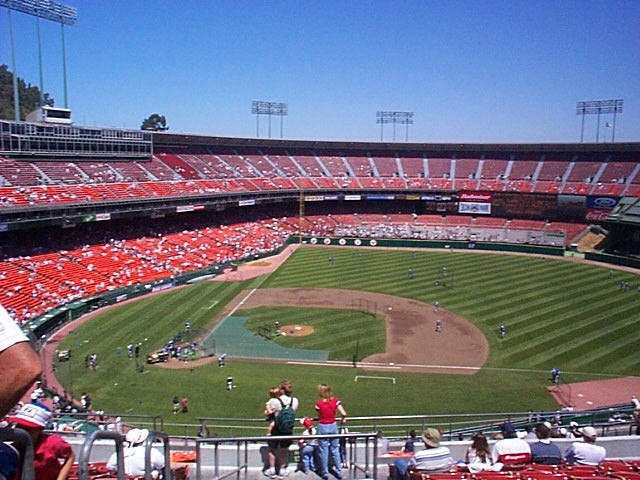
Candlestick Park.

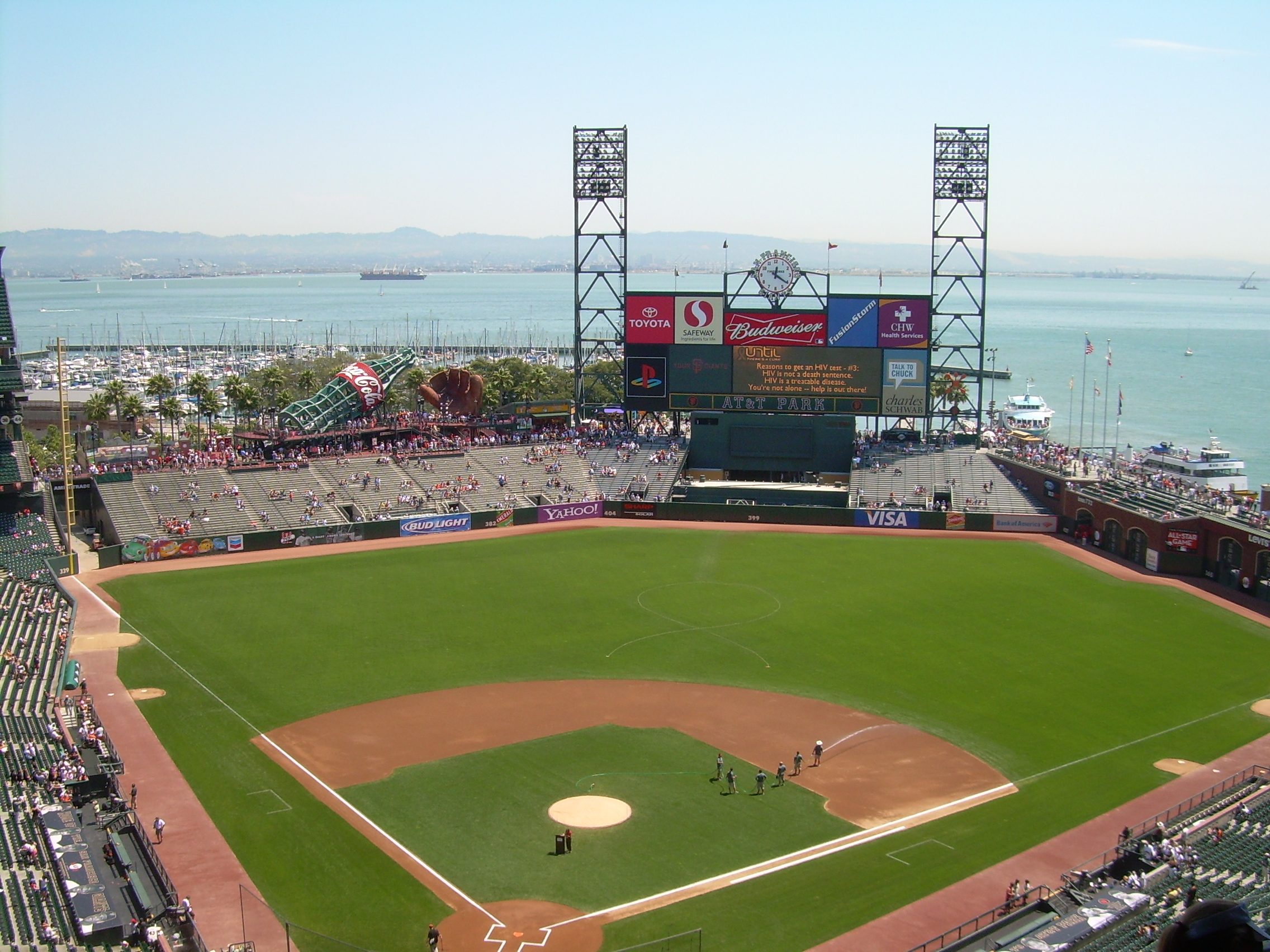
AT&T Park.

Klub założono w Nowym Jorku w 1883 pod nazwą New York Gothams, który dołączył do National League. Pierwszy mecz zespół rozegrał 1 maja 1883 przeciwko Boston Beaneaters na stadionie Polo Grounds, znajdującym się na Manhattanie, w późniejszym okresie kilkakrotnie zmieniającym swoją lokalizację. W 1885 klub zmienił nazwę na New York Giants. W 1889 i 1890 Giants po wygraniu National League, zdobywali mistrzowski tytuł, po pokonaniu w World Series (w XIX wieku w finałach grał mistrz National League i mistrz American Association) St. Louis Browns oraz Brooklyn Bridegrooms.
W latach 1905–1937 Giants uzyskiwali awans do World Series dwunastokrotnie zwyciężając cztery razy. W 1954 zespół zdobył piąty tytuł mistrzowski, po pokonaniu w finałach Cleveland Indians 4–0. W sierpniu 1957 właściciel klubu Horace Stoneham podjął decyzję o przeniesieniu siedziby do San Francisco po tym, jak średnia widzów w sezonie spadła z 1,2 miliona w 1954 do 633 tysięcy w 1956. Przez pierwsze dwa sezony zespół w roli gospodarza występował na Seals Stadium, po czym w 1960 przeniósł się na nowo wybudowany obiekt Candlestick Park.
W 1992 właściciel klubu Bob Lurie nie mogąc dojść do porozumienia z władzami miasta odnośnie do budowy nowego stadionu, rozważał przeniesienie siedziby na Florydę, jednak ostatecznie sprzedał go lokalnej grupie inwestycyjnej. W grudniu 1999 rozpoczęto budowę nowego obiektu AT&T Park, mogącego pomieścić 41 600 widzów, na którym Giants pierwszy mecz rozegrali 11 kwietnia 2000.
W 2010, 2012 i 2014 Giants zwyciężali w World Series, po pokonaniu odpowiednio Texas Rangers 4–1, Detroit Tigers 4–0 i Kansas City Royals 4–3.

## Sukcesy
| Tytuł                                               | Liczba | Rok |
| --------------------------------------------------- | ------ | --- |
| World Series                                        | 8      | 1905, 1921, 1922, 1933, 1954, 2010, 2012, 2014                                                                                     |
| National League National League Championship Series | 22     | 1888, 1889, 1904, 1905, 1911, 1912, 1913, 1917, 1921, 1922, 1923, 1924, 1933, 1936, 1937, 1951, 1954, 1962, 1989, 2002, 2010, 2012 |
| National League West Division                       | 8      | 1971, 1987, 1989, 1997, 2000, 2003, 2010, 2012                                                                                     |

## Zastrzeżone numery
Od 1997 numer 42 zastrzeżony jest przez całą ligę ku pamięci Jackie Robinsona, który jako pierwszy Afroamerykanin przełamał bariery rasowe w Major League Baseball.
| Christy Mathewson P, 1900–16 Uhonorowany w 1988 | John McGraw 3B, 1902–05 M, 1902–32 Uhonorowany w 1988 | Bill Terry 1B, 1923–36 M, 1932–41 Zastrzeżony w 1984 | Mel Ott RF, 1926–47 M, 1942–48 Zastrzeżony w 1949 | Carl Hubbell P, 1928–43 Zastrzeżony w 1944               | Monte Irvin LF, 1949–55 Zastrzeżony w 2010                            |
| Willie Mays CF, 1951–72 Zastrzeżony w 1972 | Juan Marichal P, 1960–73 Zastrzeżony w 1975           | Orlando Cepeda 1B-OF, 1958–66 Zastrzeżony w 1999     | Gaylord Perry P, 1962–71 Zastrzeżony w 2005       | Willie McCovey 1B–OF, 1959–73 1977–81 Zastrzeżony w 1980 | Jackie Robinson Wycofany przez wszystkie kluby MLB Zastrzeżony w 1997 |
| Oznaczenie skrótów: M – menadżer, 1B – pierwszobazowy, 3B – trzeciobazowy, OF – zapolowy, RF – prawozapolowy, CF – środkowozapolowy, LF – lewozapolowy, P – miotacz, C – łapacz |                                                       |                                                      |                                                   |                                                          |                                                                       |